# Cornille
 Cornille  (en occitano Cornilha) es una población y comuna francesa, situada en la región de Aquitania, departamento de Dordoña, en el distrito de Périgueux y cantón de Savignac-les-Églises.

## Demografía
| 287 | 275 | 318 | 445 | 548 | 562 |
| Para los censos de 1962 a 1999 la población legal corresponde a la población sin duplicidades (Fuente: INSEE [Consultar]) |     |     |     |     |     |